# Phylloscartes virescens
A Phylloscartes virescens a madarak (Aves) osztályának verébalakúak (Passeriformes) rendjébe és a királygébicsfélék (Tyrannidae) családjába tartozó faj.

## Rendszerezése
A fajt Walter Edmond Clyde Todd amerikai ornitológus írta le 1887-ben.

## Előfordulása
Dél-Amerika északi részén, Brazília, Francia Guyana, Guyana és Suriname területén honos. Természetes élőhelyei a  szubtrópusi vagy trópusi síkvidéki esőerdők. Állandó, nem vonuló faj.

## Megjelenése
Testhossza 12 centiméter.

## Természetvédelmi helyzete
Az elterjedési területe nagyon nagy, egyedszáma pedig stabil. A Természetvédelmi Világszövetség Vörös listáján nem fenyegetett fajként szerepel.